# Offensiva Voronež-Kastornoe
Offensiva Voronež-Kastornoe (in russo Воронежско-Касторненская операция (1943)?) è la denominazione presente nella storiografia sovietica della quarta fase dell'offensiva generale dell'Armata Rossa durante l'inverno 1942-1943 nel settore meridionale del Fronte orientale durante la seconda guerra mondiale.
Questa nuova manovra a tenaglia delle forze sovietiche venne sferrata subito dopo l'offensiva Ostrogožsk-Rossoš' e fu resa estremamente difficoltosa dalle intemperie invernali; l'offensiva venne condotta dalle truppe del Fronte di Voronež del generale Filipp Golikov, in movimento da sud in collaborazione con il fianco sinistro del Fronte di Brjansk del generale Maks Reiter, proveniente da nord.
La 2ª Armata tedesca, schierata nella importante testa di ponte di Voronež e le residue truppe ungheresi rimaste in linea dopo la catastrofica sconfitta di gennaio, vennero attaccate sui fianchi, minacciate di accerchiamento e costrette ad una disastrosa ritirata nel pieno del rigido inverno russo. Le perdite tedesche furono molto elevate, la 2ª Armata sfuggi con estrema difficoltà alla completa distruzione e un nuovo grande varco si aprì nel fronte dell'Asse, scoprendo la direzione di Kursk, che sarebbe stata liberata durante la successiva Operazione Stella, e minacciando da sud l'importante caposaldo di Orël.

## Storia

### La situazione strategica
L'Armata Rossa all'inizio del 1943 aveva l'iniziativa delle operazioni in tutto il Fronte orientale; nel settore meridionale in particolare i tedeschi erano costretti a continue ritirate di fronte alle ripetute offensive sovietiche. Fin dal 18 gennaio 1943, mentre era in pieno svolgimento la manovra di accerchiamento alle spalle delle forze ungheresi e del Corpo alpino italiano nel settore dell'Alto Don, i generali Aleksandr Vasilevskij, capo di Stato maggiore generale e "rappresentante dello Stavka" sul fronte, e Filipp Golikov, comandante in capo del Fronte di Voronež, avevano illustrato personalmente a Stalin le possibilità operative che si aprivano dopo il grande successo raggiunto e avevano esaminato con il dittatore la pianificazione della successiva offensiva prevista per sfruttare il crollo del fronte dell'Asse.
Il Gruppo d'armate B del generale Maximilian von Weichs, completamente privo di riserve dopo le gravi sconfitte di novembre e dicembre, manteneva ancora il controllo della città di Voronež, ridotta in rovina dopo i continui combattimenti d'attrito che erano in corso dal luglio 1942, quando i tedeschi avevano raggiunto la città senza riuscire mai a conquistarla completamente. Il generale von Weichs non era più in grado di contenere l'avanzata sovietica frontale e coprire il fianco meridionale della 2ª Armata tedesca e del 3º Corpo ungherese, l'ultimo reparto ancora intatto del contingente magiaro sul fronte orientale, che erano schierati a difesa della testa di ponte di Voronež. Queste forze tedesco-ungheresi, il solo raggruppamento consistente rimasto al Gruppo d'Armate B, costituite da 10 divisioni tedesche e due ungheresi (circa 125 000 uomini), erano ormai pericolosamente vulnerabili sui due fianchi. In mancanza di riserve, essendo previsto l'arrivo entro alcuni giorni solo della debole 4. Panzer-Division, la loro posizione era molto precaria in particolare sul fianco meridionale completamente privo di difese organizzate a differenza del fianco settentrionale dotato di un sistema difensivo stabile. Nonostante l'apparente ottimismo del generale von Weichs, il comandante della 2ª Armata, il generale Hans von Salmuth, era pienamente cosciente del pericolo e già preparato a una eventuale evacuazione di Voronež ed a un lungo ripiegamento strategico.

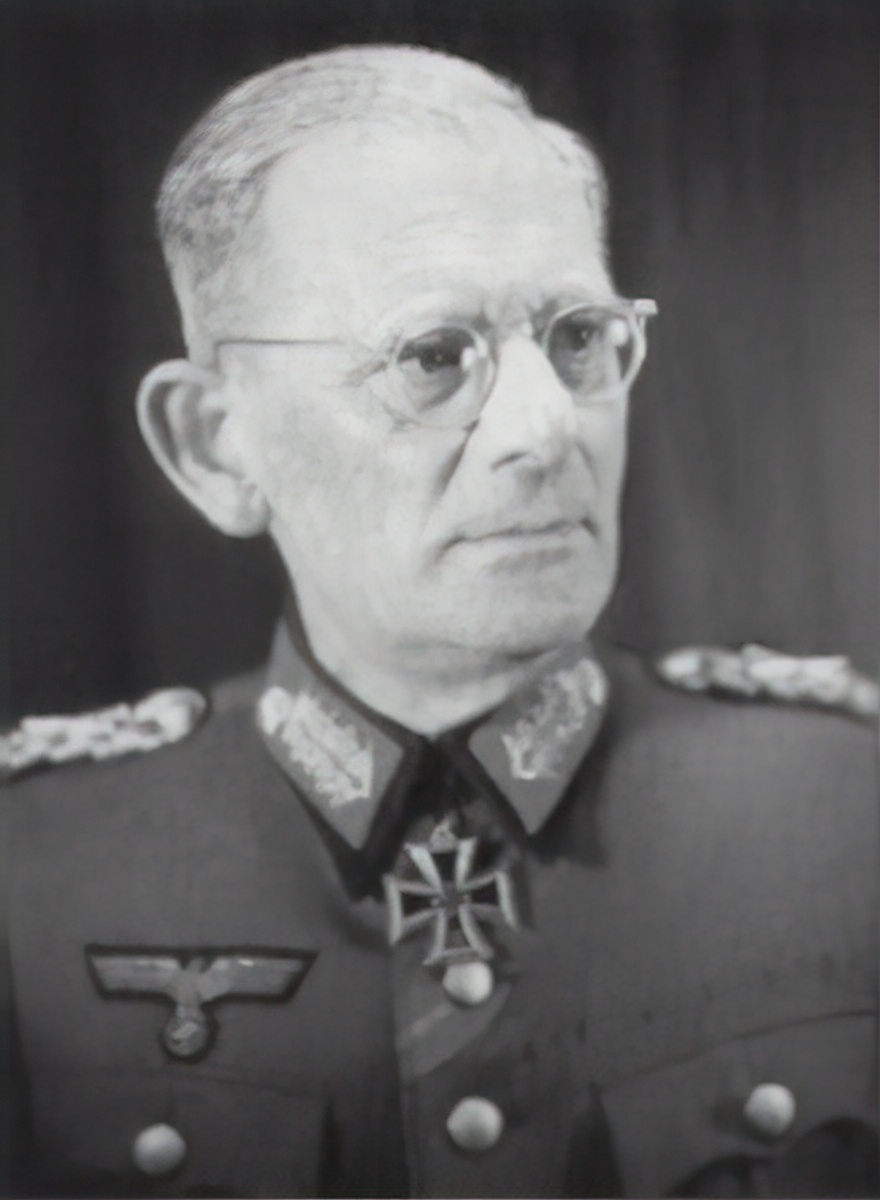
Il generale Maximilian von Weichs, comandante del Gruppo d'armate B.

I generali Vasilevskij e Golikov quindi prevedevano di attaccare il raggruppamento tedesco di Voronež da sud con tre armate del fianco destro del Fronte di Voronež (40ª, 38ª e 60ª Armata) e da nord con la 13ª Armata appartenente al fianco sinistro del Fronte di Brjansk del generale Maks Reiter. Il 4º Corpo corazzato del generale Andrej Kravčenko, proveniente dall'area di Stalingrado e arrivato in ritardo per partecipare alla offensiva Ostrogorzk-Rossoš, avrebbe costituito la forza di sfondamento in profondità della 40ª Armata, puntando verso la città di Kastornoe dove avrebbe chiuso la tenaglia insieme con gli elementi mobili del Fronte di Brjansk.
Il completamento con successo di questa manovra avrebbe ulteriormente disgregato le difese tedesche e aperto le direttrici di Kursk e Obojan per il Fronte di Voronež, e di Orël per il Fronte di Brjansk. Inoltre le armate del Fronte del Don del generale Konstantin Rokossovskij, resesi disponibili dopo la conclusione della battaglia di Stalingrado che era ormai imminente, avrebbero potuto essere impegnate in questo settore per una audace puntata offensiva verso Brjansk o anche verso Smolensk. Per raggiungere questi obiettivi fin dal 15 gennaio 1943 era in fase di organizzazione una nuova 2ª Armata corazzata da impiegare con le forze del generale Rokossovskij).
Stalin e il generale Vasilevskij decisero di iniziare senza ritardi questo nuovo ciclo offensivo che avrebbe portato nuovi successi all'Armata Rossa, ma avrebbe anche ampliato eccessivamente le operazioni sovietiche, con conseguente pericolosa dissipazione delle forze disponibili; nel mese di marzo 1943 questi errori di strategia avrebbero favorito la controffensiva tedesca.

### La tenaglia sovietica
L'offensiva ebbe inizio il 24 gennaio 1943; ancor prima della conclusione della battaglia sull'Alto Don, la 40ª Armata del generale Kirill Moskalenko, appartenente al Fronte di Voronež,  sferrò il suo attacco in una situazione climatica proibitiva: temperature di −20 °C, forte blizzard, nebbia fitta. L'attacco della fanteria fu inizialmente molto contrastato dalle difese, mentre i reparti mobili riuscirno ad avanzare più rapidamente nonostante molte difficoltà; il 4º Corpo corazzato del generale Kravčenko si lanciò in avanti e già il 25 gennaio raggiunse la cittadina di Goscesnoe, alle spalle dello schieramento tedesco; gli ungheresi erano già in ritirata. Nonostante l'enorme consumo di carburante a causa del terreno innevato,  che costrinse a rifornire fortunosamente il 4º Corpo corazzato con aviolanci da piccoli aerei da collegamento, l'avanzata continuò sempre più in profondità nelle retrovie del nemico. La popolazione aiutò i soldati sovietici, supportandoli logisticamente e intralciando la ritirata tedesco-ungherese.

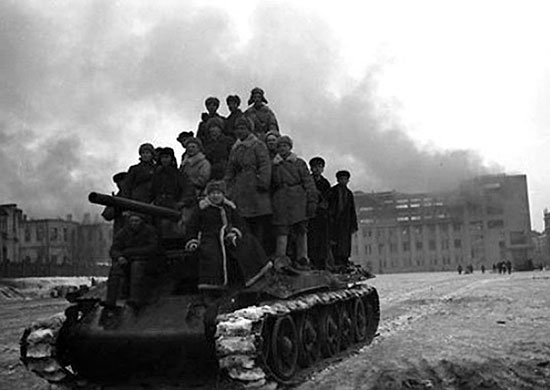
Carro armato pesante sovietico a Voronež.

Il generale von Salmuth, cosciente della situazione critica e del rischio di un nuovo disastroso accerchiamento, aveva fatto subito pressione con i comandi superiori per un immediato abbandono di Voronež e per una ritirata tempestiva per evitare la catastrofe; le pressioni del generale von Weichs, inizialmente più ottimista, e del generale von Salmuth, riuscirono a smuovere Adolf Hitler, in un primo tempo deciso a organizzare una nuova Festung Voronež, la difesa ad oltranza da parte di tre divisioni tedesche de VII Corpo d'armata. Il 25 gennaio 1943, quindi, i tedeschi, dopo aver incendiato la città e accumulato distruzioni e rovine, abbandonarono la posizione di Voronež e iniziarono la ritirata generale.
Contemporaneamente all'avanzata della 40ª Armata, erano passate all'attacco anche la 60ª e la 38ª Armata, sempre appartenenti al Fronte di Voronež del generale Golikov, schierate al centro del fronte sovietico, e soprattutto il 26 gennaio 1943 era entrata in azione la 13ª Armata, comandata dal generale Nikolaj Pukhov, appartenente al fianco sinistro del Fronte di Brjansk, schierato a nord. La 60ª Armata del generale Ivan Černjachovskij aveva individuato i segni della ritirata tedesca da Voronež e quindi passò all'inseguimento fin dalla notte del 24 febbraio; la mattina del 25 gennaio 1943 attaccò subito le retroguardie tedesche del VII Corpo d'armata e liberò completamente Voronež, devastata dagli incendi e dalle distruzioni>; i tedeschi avevano anche deportato gran parte della popolazione. L'attacco della 13ª Armata, nel settore settentrionale, ebbe pieno successo; il fronte tedesco, sorpreso dalla potenza dell'attacco, fu sfondato rapidamente e i sovietici avanzarono risolutamente verso sud.

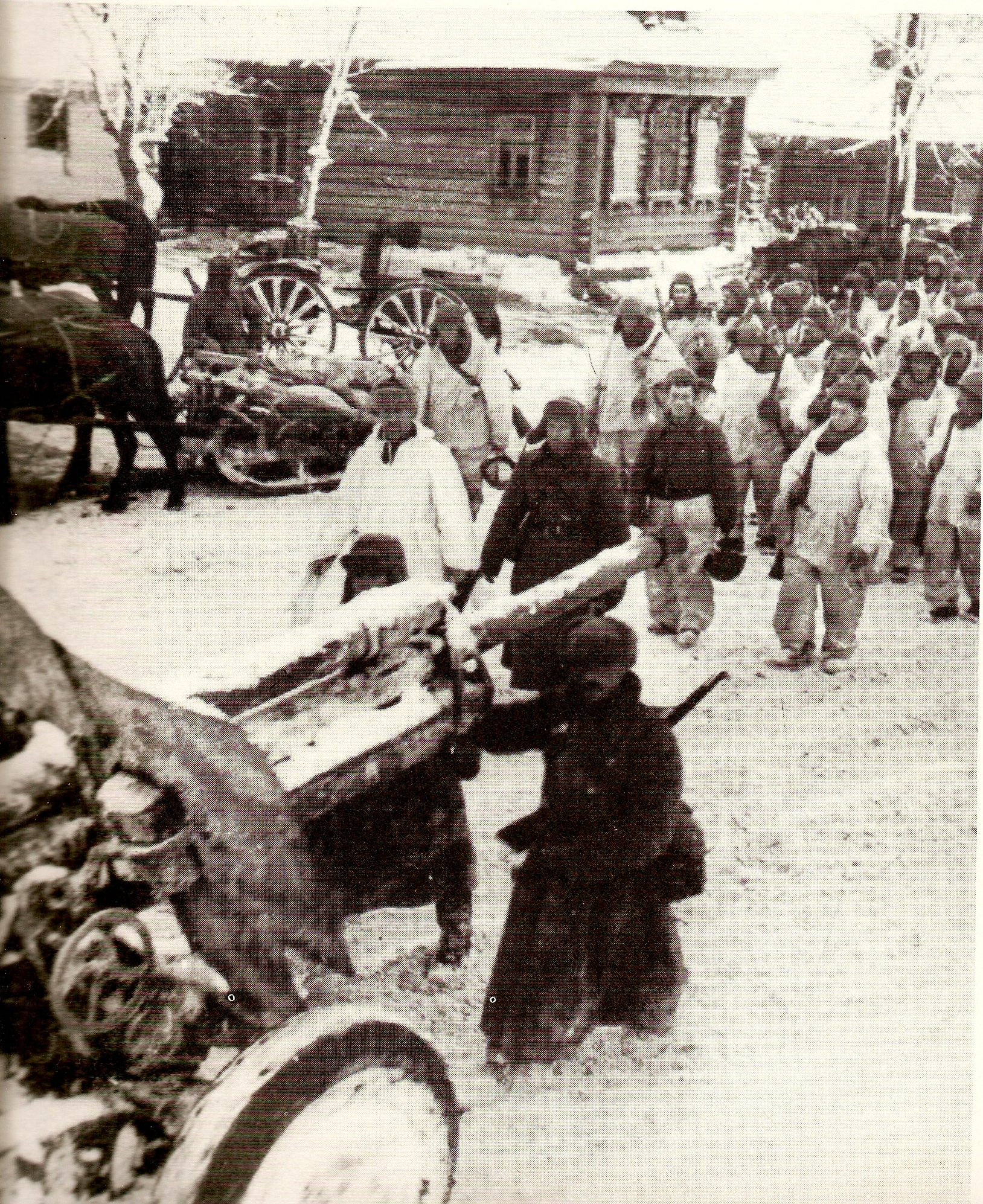
L'Armata Rossa prosegue la sua avanzata invernale.

Di fronte alla rapidità della manovra d'accerchiamento sovietica, le truppe tedesche accelerarono la ritirata, raggruppate in tre corpi d'armata, per evitare l'accerchiamento; ma già il 28 gennaio le colonne del 4º Corpo corazzato, provenienti da sud, si congiunsero con le forze del Fronte di Brjansk nella città di Kastornoe. La città di Kastornoe fu accanitamente difesa dai tedeschi per aprire il passo alle divisioni in ritirata, e venne conquistata definitivamente dopo una dura lotta solo il 29 gennaio, chiudendo finalmente il cerchio su due dei tre corpi d'armata tedeschi in ritirata e su una congerie di unità ungheresi disgregate

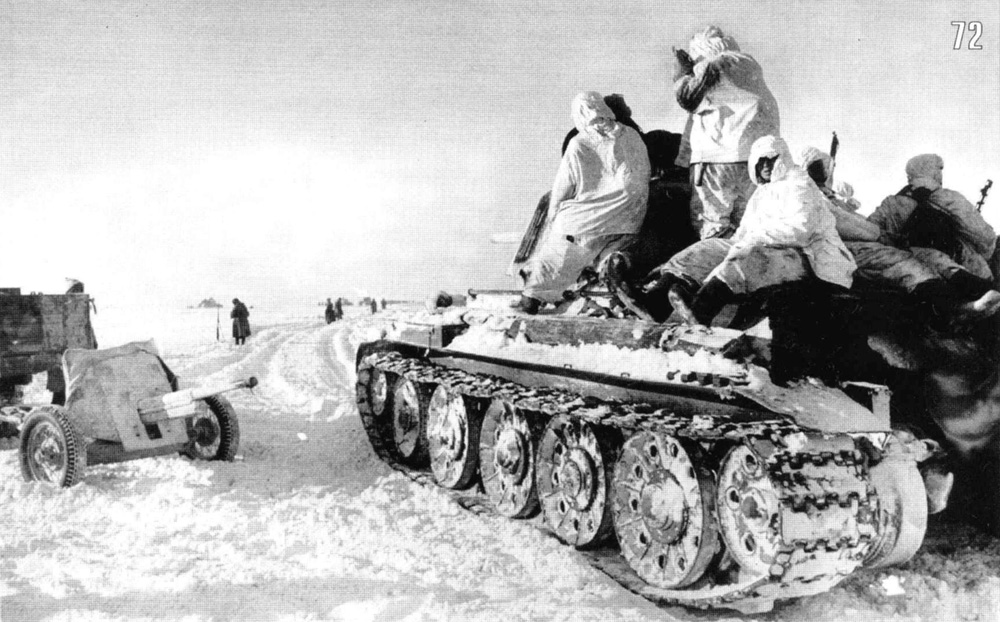
Colonna motorizzata sovietica con equipaggiamento invernale.

A questo punto le forze tedesche accerchiate si frammentarono in due gruppi: il XIII Corpo d'armata non riuscì a mantenere la coesione e fu distrutto dai sovietici, mentre il VII Corpo d'armata, in cui erano concentrati i resti di otto divisione continuò il ripiegamento, sperando di sfuggire dalla trappola; la ritirata si svolse in condizioni climatiche estreme; ci furono fenemeni di disgregazione tra le truppe e conflitti tra i soldati tedeschi e ungheresi per il possesso degli automezzi e degli equipaggiamenti, e per la priorità di accesso alle poche strade disponibili.  Il 1 febbraio i resti del VII Corpo riuscirono, con il supporto degli aerei della Luftwaffe a rompere l'anello di accerchimento e raggiunsero Staryj Oskol, dopo aver perso la maggior parte dell'equipaggiamento. Queste truppe ormai completamente disorganizzate non avevano alcuna possibilità di mantenere questa linea difensiva e quindi la ritirata continuò sempre più sfibrante verso Kursk dove si stava radunando, proveniente dal Gruppo d'armate Centro, la debole 4. Panzer-Division, con appena otto panzer e dodici cacciacarri Marder.
Ancor prima della distruzione dei gruppi di soldati tedeschi accerchiati, che venne completata il 4 febbraio 1943, le armate sovietiche proseguirono senza sosta la loro avanzata verso ovest; seguendo le direttive di Stalin e dello Stavka, l'offensiva del Fronte di Brjansk e del Fronte di Voronež continuava. Il fronte di Brjansk marciò verso la città di Kolpny e cominciò ad organizzare un attacco, che sarebbe iniziato il 12 febbraio, verso Orël da sud, mentre il generale Golikov spinse le sue armate verso il Tim e Staryj Oskol, punto di partenza della nuova grande offensiva su Kursk e Char'kov, l'operazione Stella, che in realtà ebbe inizio già il 2 febbraio.
La situazione tedesca su tutto il settore centro-meridionale del fronte era veramente difficile, e si delineava anche una minaccia laterale per il Gruppo d'armate Centro, sempre attestato nel saliente di Ržev-Vjazma. Il 6 febbraio 1943 Hitler prese una serie di importanti decisioni nell'incontro a Rastenburg con i feldmarescialli Günther von Kluge, comandante del Gruppo d'armate Centro, e Erich von Manstein, comandante del ricostituito Gruppo d'armate Sud che avrebbe preso il controllo anche delle truppe superstiti del Gruppo d'armate B del generale von Weichs che sarebbe stato sciolto dopo la disfatta subita. Venne deciso dopo lunghe discussioni di abbandonare i salienti di Rzev e Demjansk; con le truppe recuperate da questi settori e l'afflusso di importanti riserve da occidente, la Wehrmacht avrebbe potuto bloccare la minaccia su Orël, Brjansk e Smolensk e sventare le nuove grandi offensive sovietiche.

## Conclusione

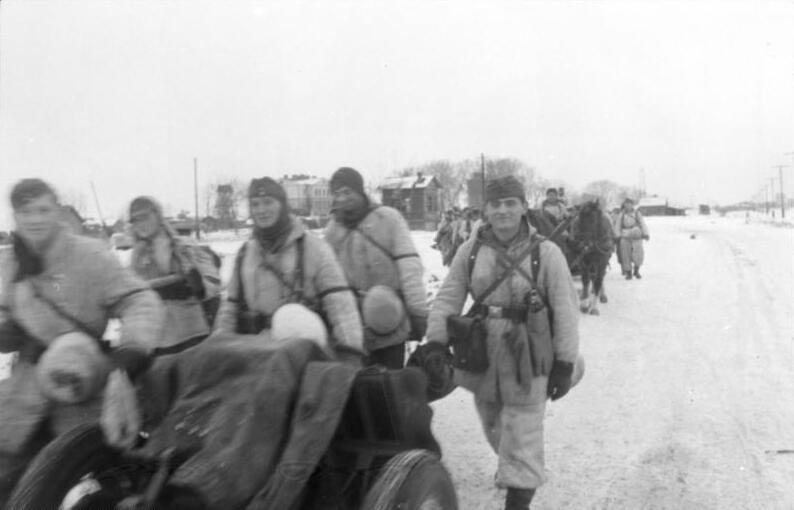
Truppe tedesche in ritirata durante la campagna dell'inverno 1942-43.

L'offensiva Voronež-Kastornoe, iniziata il 24 gennaio 1943, concluse la serie di successive manovre a tenaglia dell'Armata Rossa sferrate nel settore meridionale del fronte orientale il 19 novembre 1942 (operazione Urano); il 16 dicembre (operazione Piccolo Saturno) e il 12 gennaio 1943 (offensiva Ostrogorzk-Rossoš). Queste brillanti offensive condotte d'inverno con colonne corazzate spinte in profondità nelle retrovie delle forze dell'Asse, ottennero, anche, se spesso con forti perdite, notevoli risultati, sconvolsero l'equilibrio generale della situazione strategica e per un momento sembrarono preludere al crollo definitivo dei tedeschi.
La quarta e ultima offensiva a tenaglia inflisse una grave disfatta alla 2ª Armata tedesca e sbaragliò completamente le ultime forze ungheresi organizzate; inoltre aprì nuove direttrici strategiche per l'avanzata sovietica. Questa nuova vittoria spinse Stalin e i suoi generali a sfruttare immediatamente il vantaggio ampliando sempre più gli obiettivi dell'offensiva invernale. Le forze del generale Rokossovskij, reduci dalla vittoria di Stalingrado, avrebbero quindi dovuto inserirsi al più presto tra le armate dei generali Reiter e Golikov e avanzare in profondità verso Brjansk e quindi Smolensk.
Questa offensiva era prevista già per il 15 febbraio 1943, ma a causa delle grandi difficoltà logistiche e organizzative, venne rinviata al 25 febbraio, quando la situazione strategica generale stava già cambiando a favore dei tedeschi. Grazie alle misure decise da Hitler, all'afflusso delle riserve e anche all'abilità tattica dei generali tedeschi, la Wehrmacht riuscì finalmente a stabilizzare la situazione e consolidare un fronte stabile; i tedeschi quindi bloccarono la nuova offensiva verso Smolensk, dopo aver respinto anche le forze sovietiche che stavano avanzando verso il Dnepr. Nella terza settimana di marzo finalmente ebbe termine la lunga campagna dell'inverno 1942-43 all'est.